# Santa Teresa de Jesús (Gregorio Fernández)
Santa Teresa de Jesús es una escultura realizada hacia 1625 por el artista Gregorio Fernández, actualmente conservada en el Museo Nacional de Escultura de Valladolid. La talla alcanzó tal fama en la iconografía de la santa que sirvió de modelo para la mayor parte de las obras que posteriormente la han representado.

## Historia
Inicialmente ubicada en una capilla en el Carmelo Calzado de Valladolid la cual fue probablemente fundada por el prior fray Juan de Orbea, se afirma que fue Ana de Orbea, condesa de Oñate y tía de Juan, quien fundó la capilla dedicada a Santa Teresa. Situada junto al altar mayor, al lado de la epístola, esta capilla  albergaba la imagen de la santa en un elaborado retablo, estando a su vez la capilla pintada en tonos dorados.

## Descripción
La estatua, a tamaño natural y realizada en madera policromada, fue concebida por el artista para el Carmelo Calzado de Valladolid, próximo a su taller. Fernández ejecutó el trabajo siguiendo el consolidado esquema iconográfico empleado en las anteriores representaciones de la santa en su faceta de escritora. Concretamente, la imagen fue elaborada siguiendo los patrones iconográficos y artísticos establecidos en la talla de la santa creada por Fernández en 1614 para la Iglesia de Nuestra Señora del Carmen Extramuros.
La imagen aparece portando una pluma en la mano derecha y un libro abierto en la izquierda. Sumado a esto, la mirada de la santa se dirige al cielo en un claro signo de búsqueda de inspiración divina. Esta escultura, la cual figura en contrapposto, destaca por mostrar un mayor grado de realismo en comparación con otras representaciones anteriores de Santa Teresa puesto que en aquel entonces ya se conocía su rostro con mayor exactitud gracias a un retrato obra de fray Juan de la Miseria. Por su parte, el libro que porta la imagen adquiere igualmente gran realismo al reproducir fielmente el cuero de la encuadernación así como la flexibilidad de las hojas, mostrando una de ellas una pronunciada doblez en una de sus esquinas. Del texto del libro solo resulta legible parte del encabezado, en el cual figura el nombre del confesor de Santa Teresa, Pedro de Alcántara, si bien esto constituye un añadido posterior.
Con carnaciones a pulimento en rostro y manos, predominan en la imagen los tonos planos, en los que destacan las cenefas con simulaciones de incrustaciones engastadas en oro las cuales sobresalen por el hecho de cruzar el manto, el cual queda suspendido bajo el libro, percibiéndose así mismo pliegues similares en la caída del velo por la parte posterior, donde se aprecia también la caída de la capa. Esta particular disposición del manto en el lado izquierdo ayuda a reflejar la sorpresa del éxtasis, ya que la santa aparece soltando tanto el manto como el libro, lo que provoca la ruptura de la simetría de la obra al tiempo que dota a esta de mayor movimiento. Por otro lado, el rostro posee gran viveza en parte debido a que los ojos son de cristal, característica habitual en la escultura barroca.

## Cultura popular
Con motivo del quinto centenario del nacimiento de Santa Teresa, una imagen de la escultura fue empleada en los décimos de Lotería Nacional del sorteo del 17 de octubre de 2015.